# Đại học Florida
Đại học Florida (University of Florida, UF) là một trường đại học nghiên cứu Hoa Kỳ trên một khuôn viên rộng 2.000 mẫu Anh (8,1 km2) ở Gainesville, Florida. Nó là một thành viên cao cấp của Hệ thống Đại học tiểu bang Florida và thành lập từ năm 1853, và đã hoạt động liên tục trong khuôn viên trường Gainesville kể từ tháng năm 1906.
Đại học Florida là một trong 62 Đại học thành viên được bầu của Hiệp hội các trường đại học Mỹ (AAU), Hiệp hội các trường đại học nghiên cứu ưu việt Bắc Mỹ, và là thành viên duy nhất của AAU tại bang Florida. Trường đại học này được phân loại là một trường đại học nghiên cứu với các nghiên cứu rất cao bởi Quỹ Carnegie vì sự tiến bộ giảng dạy. Sau khi thiết lập cơ quan chuẩn hóa của cơ quan lập pháp của bang Florida trong năm 2013, Thống đốc Florida chọn Đại học Florida là một trong hai "đại học ưu việt" trong số 12 trường đại học công lập của tiểu bang. Đối với năm 2023, US News & World Report xếp hạng Đại học Florida thứ 5 trong top các trường đại học công lập tốt nhất tại Hoa Kỳ, thứ 29 trong top các Đại học quốc gia. UF cùng với Đại Học Miami là hai trường duy nhất lọt top 50 Đại học quốc gia (National University) lớn nhất nước Mỹ.
Trường được công nhận bởi Hiệp hội phía Nam của Trường Cao đẳng và trường học (SACS). Nó là trường đại học lớn nhất Florida, lớn thứ ba về số lượng sinh viên, và là trường đại học có khuôn viên trường lớn thứ tám tại Hoa Kỳ với 49.913 sinh viên ghi danh cho khóa mùa thu năm 2012. Trường Đại học Florida là nơi mười sáu trường thành viên và hơn 150 trung tâm và viện nghiên cứu. Nó cung cấp các chương trình, bao gồm cả quản trị kinh doanh, kỹ thuật, pháp luật, nha khoa, y học và y học thú y. Trường cung cấp 123 chương trình cấp bằng thạc sĩ và 76 chương trình cấp bằng tiến sĩ trong 87 trường học và các phòng ban.
Đội thể thao của Đại học Florida, thường được biết đến bởi biệt hiệu "Florida Gators", thi đấu trong National Collegiate Athletic Association (NCAA) Sư đoàn I và Hội nghị Đông Nam (SEC). Trong lịch sử 108 năm của họ, các đội thể thao trong đội tuyển của trường đã giành được 35 giải vô địch đội tuyển quốc gia, 30 trong số đó là danh hiệu NCAA, và vận động viên Gator đã giành được 275 giải vô địch quốc gia cá nhân.